# Stazione di Amburgo-Altona
La stazione di Amburgo-Altona (in tedesco Hamburg-Altona) è una stazione ferroviaria della città tedesca di Amburgo, nel quartiere di Altona.